# James Jackson
James Anthony Jackson CBE FRS (Índia, 12 de dezembro de 1954) é um geólogo britânico.
É professor de tectônica ativa da Universidade de Cambridge.
Foi laureado com a Medalha Bigsby em 1997 e com a Medalha Wollaston em 2015, ambas atribuídas pela Sociedade Geológica de Londres.

## Publicações selecionadas
- Jackson, J.A. 1982, "Seismicity, normal faulting, and the geomorphological development of the Gulf of Corinth ( Greece): the Corinth earthquakes of February and March 1981.", Earth and Planetary Science Letters, vol. 57, no. 2, pp. 377–397.
- McKenzie, D. & Jackson, J. 1983, "The relationship between strain rates, crustal thickening, palaeomagnetism, finite strain and fault movements within a deforming zone.", Earth & Planetary Science Letters, vol. 65, no. 1, pp. 182–202.
- Jackson, J. & McKenzie, D. 1984, "Active tectonics of the Alpine- Himalayan Belt between western Turkey and Pakistan.", Geophysical Journal – Royal Astronomical Society, vol. 77, no. 1, pp. 185–264.
- Jackson, J. & McKenzie, D. 1988, "The relationship between plate motions and seismic moment tensors, and the rates of active deformation in the Mediterranean and Middle East", Geophysical Journal – Royal Astronomical Society, vol. 93, no. 1, pp. 45–73.
- Ambraseys, N.N. & Jackson, J.A. 1990, "Seismicity and associated strain of central Greece between 1890 and 1988", Geophysical Journal International, vol. 101, no. 3, pp. 663–708.
- Taymaz, T., Jackson, J. & McKenzie, D. 1991, "Active tectonics of the north and central Aegean Sea", Geophysical Journal International, vol. 106, no. 2, pp. 433–490.
- Jackson, J. 1994, "Active tectonics of the Aegean region", Annual Review of Earth and Planetary Sciences, vol. 22, pp. 239–271.
- Jackson, J., Norris, R. & Youngson, J. 1996, "The structural evolution of active fault and fold systems in central Otago, New Zealand: Evidence revealed by drainage patterns", Journal of Structural Geology, vol. 18, no. 2-3, pp. 217–234.
- Ambraseys, N.N. & Jackson, J.A. 1998, "Faulting associated with historical and recent earthquakes in the Eastern Mediterranean region", Geophysical Journal International, vol. 133, no. 2, pp. 390–406.
- Maggi, A., Jackson, J.A., McKenzie, D. & Priestley, K. 2000, "Earthquake focal depths, effective elastic thickness, and the strength of the continental lithosphere", Geology, vol. 28, no. 6, pp. 495–498.
- Jackson, J. 2002, "Strength of the continental lithosphere: Time to abandon the jelly sandwich?", GSA Today, vol. 12, no. 9, pp. 4–10.